# Шульц, Джастин
Джа́стин Шульц (англ. Justin Schultz; 6 июня 1990, Келоуна, Британская Колумбия) — канадский профессиональный хоккеист, защитник швейцарского клуба «Лугано». На Драфте НХЛ 2008 выбран «Анахайм Дакс» во втором раунде под общим 43-м номером. Двукратный обладатель Кубка Стэнли.

## Игровая карьера
После драфта НХЛ Шульц предпочёл отложить свой дебют в лиге и выступал в NCAA за команду университета Висконсин до конца сезона 2011/12. Из-за особенностей перехода из команд учебных учреждений у «Анахайм Дакс» должно было быть тридцатидневное окно для подписания контракта с игроком, однако из-за перерегистрации Джастина университетской командой «утки» лишились эксклюзивных прав, и первый профессиональный контракт Шульц заключил с командой «Эдмонтон Ойлерз». Эта сделка стала частью изменений в составе «нефтяников», вызванных приходом нового наставника — Ральфа Крюгера.
Из-за локаута 2012/13 свой первый матч в Национальной хоккейной лиге Джастин сыграл лишь 20 января 2013 года против «Ванкувер Кэнакс», проведя на льду более 20 минут и отметившись одним броском. Спустя уже два дня, 22 января 2013 года, Шульц забросил свою первую шайбу в лиге против «Сан-Хосе Шаркс», что однако не спасло его команду от поражения со счётом 6-3. Всего в своём первом сезоне Джастин отыграл 48 матчей и набрал 27 очков.
28 августа 2014 года Шульц заключил новый однолетний контракт с «нефтяниками» на сумму 3,675 миллионов долларов США. Несмотря на одни из самых низких позиций клуба в лиге Шульц сумел выйти на позиции основного защитника первой-второй пятёрки. 6 февраля 2016 года в преддверии прекращения обменов Джастин был обменян в «Питтсбург Пингвинз» на право выбора в третьем раунде драфта 2016 года. 12 июня 2016 года вместе с командой он стал обладателем Кубка Стэнли, победив в шести матчах финальной серии команду «Сан-Хосе Шаркс». Год спустя повторил завоевание Кубка Стэнли, но уже против «Нэшвилл Предаторз».
9 октября 2020 года в качестве свободного агента подписал двухлетний контракт с «Вашингтон Кэпиталз» на сумму $8 млн.
13 июля 2022 года в качестве свободного агента подписал двухлетний контракт с «Сиэтл Кракен» на сумму $6 млн.
23 октября 2024 года в качестве свободного агента подписал однолетний контракт с хоккейным клубом «Лугано».

## Статистика
| Легенда | Легенда                    | Легенда | Легенда                   | Легенда | Легенда    |
| ------- | -------------------------- | ------- | ------------------------- | ------- | ---------- |
| И       | Количество проведённых игр | Штр     | Штрафное время            | +/−     | Плюс-минус |
| Г       | Голы                       | П       | Голевые передачи          | О       | Очки       |
| -       | Статистика неизвестна      | —       | Статистика не учитывалась |         |            |